# Udot-Fonuweisom Municipality
Udot-Fonuweisom Municipality är en kommun i Mikronesiska federationen.   Den ligger i delstaten Chuuk, i den västra delen av landet, 700 km väster om huvudstaden Palikir. Antalet invånare är 1 774. Udot-Fonuweisom Municipality ligger på ön Udot Island.